# Raymond Libregts
Raymond Libregts (Rotterdam, 25 dicembre 1964) è un allenatore di calcio ed ex calciatore olandese, di ruolo difensore.

## Biografia
È il figlio dell'ex calciatore e allenatore Thijs Libregts.